# Stormblåst
Stormblåst är black metal-bandet Dimmu Borgirs andra album, utgivet av skivbolaget Cacophonous Records 1996. År 2005, tio år efter den första inspelningen, gjordes en nyinspelning av albumet, Stormblåst MMV. MMV är beteckningen för "2005" med romerska siffror. Detta är det sista av bandets album med enbart sångtexter på norska, sedan började man sjunga även på engelska.

## Låtlista
1. "Alt lys er svunnet hen" – 6:05
2. "Broderskapets ring" – 5:07
3. "Når sjelen hentes til helvete" – 4:30
4. "Sorgens kammer" (instrumental) – 6:19
5. "Da den kristne satte livet til" – 3:06
6. "Stormblåst" – 6:13
7. "Antikrist" – 3:42
8. "Dødsferd" – 5:28
9. "Vinder fra en ensom grav" – 4:25
10. "Guds fortapelse - åpenbaring av dommedag" – 4:23

- Text: Silenoz (spår 1, 3, 5, 10), Shagrath (spår 2, 8), Aldrahn (spår 6, 9)
- Musik: Silenoz (spår 1 – 3, 5, 6), Shagrath (spår 1, 2, 6, 8 – 10)

## Medverkande
Musiker (Dimmu Borgir-medlemmar)
- Shagrath (Stian Tomt Thoresen) – sologitarr, sång
- Erkekjetter Silenoz (Sven Atle Kopperud aka Silenoz) – rytmgitarr, sång
- Tjodalv (Ian Kenneth Åkesson) – trummor, percussion
- Brynjard Tristan (Ivar Tristan Lundsten) – basgitarr
- Stian Aarstad – synthesizer, piano

Produktion
- Dimmu Borgir – producent
- Good Time Charlie (Charlie Taylor) – ljudtekniker
- Kristian Romsøe – mastring
- Alex Kurtagić – omslagskonst
- Tove – omslagskonst
- Christophe Szpajdel – logo